# Giovanni Antonio Amadeo

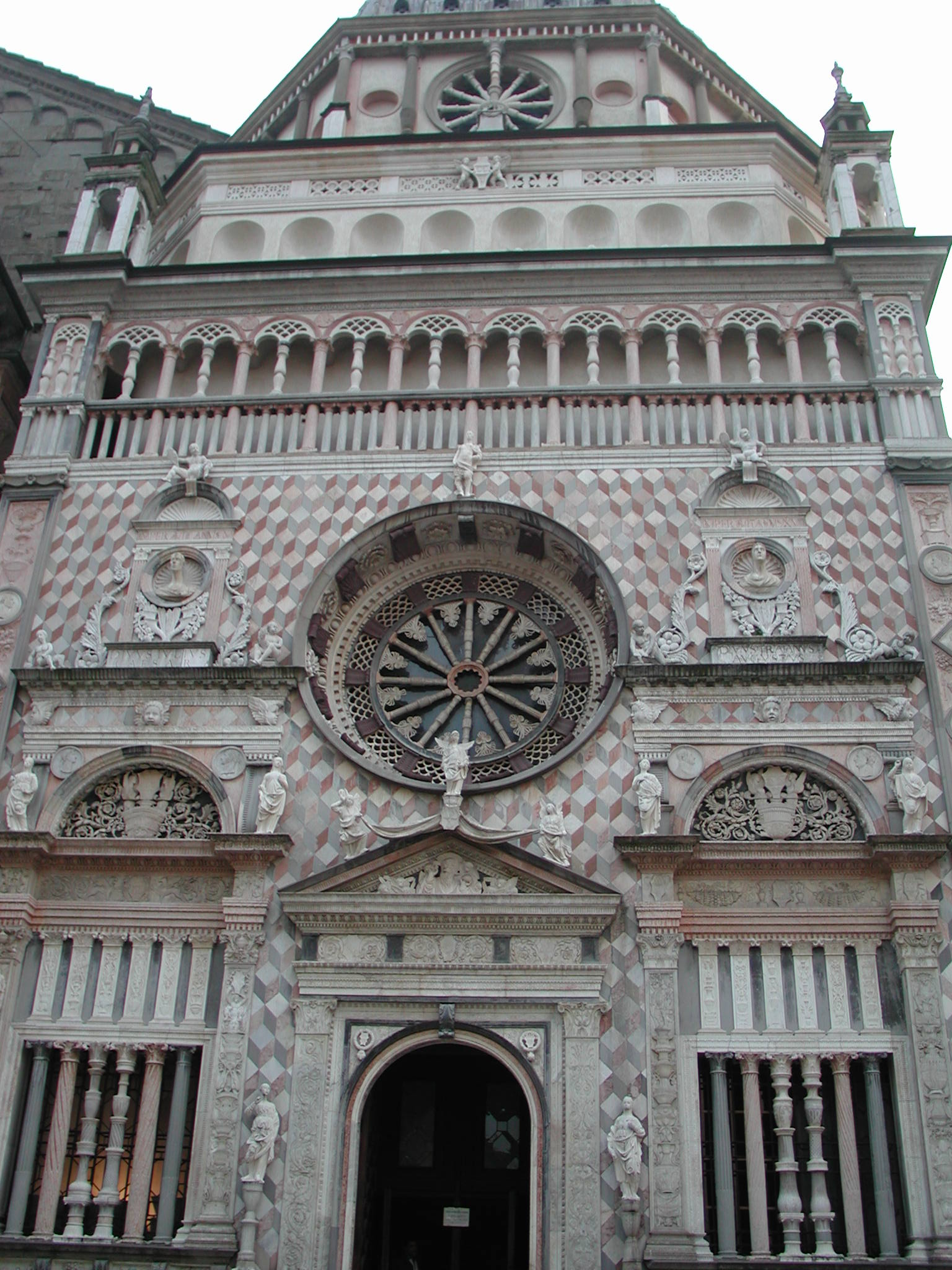
Cappella Colleoni

Giovanni Antonio Amadeo (ur. ok. 1447 w Pawii, zm. 27 lub 28 sierpnia 1522 w Mediolanie) – włoski architekt i rzeźbiarz.

## Życiorys
W roku 1470 otrzymał od Bartolomeo Colleoniego zlecenie na ukończenie kaplicy grobowej, Cappella Colleoni, w Bergamo, którą budować zaczęli Guiniforte i Francesco Solari.
Od księcia Galeazzo Sforzy otrzymał zlecenie pracy nad klasztorem Certosa di Pavia. W latach 1473–1476 Amadeo zrealizował połowę reliefów na prawej części fasady kościoła. W roku 1485 współpracował z przyrodnim bratem, Pietro Antonio Solari, nad budynkiem Ospedale Maggiore.
Brał udział w dekorowaniu katedry w Mediolanie. Współpracował także z Donato Bramante przy fasadzie mediolańskiego kościoła Santa Maria presso San Satiro in Milan. W 1488 roku otrzymał od kardynała Ascanio Sforzy kierownictwo nad pracami przy budowie nowej katedry w Pawii, gdzie także współpracował z Bramante. W tym okresie był także książęcym inżynierem na dworze Ludovico il Moro, opracowywał dla niego fortyfikacje miast Chiavenna i Piattamale, oraz naprawiał drogi i mosty w dolinie Valtellina. Pracował także nad przeróbkami w książęcym pałacu w Vigevano, rzeźbił także figury dla katedry mediolańskiej. Od 1495 roku kierował pracami nad kościołem Santa Maria presso San Celso, a od 1497 nad katedrą w Mediolanie, które ukończył w 1500 roku. Zaprojektował także kościół Santa Maria di Canepanova w Pawii.